# Plaine-d'Argenson
Plaine-d'Argenson es una comuna nueva francesa situada en el departamento de Deux-Sèvres, de la región de Nueva Aquitania.

## Historia
Fue creada el 1 de enero de 2018, en aplicación de una resolución del prefecto de Deux-Sèvres de 24 de agosto de 2017 con la unión de las comunas de Belleville, Boisserolles, Prissé-la-Charrière y Saint-Étienne-la-Cigogne, pasando a estar el ayuntamiento en la antigua comuna de Prissé-la-Charrière.

## Demografía
| Gráfica de evolución demográfica de Plaine-d'Argenson entre 1800 y 2015 |
|                                                                         |

Los datos entre 1800 y 2015 son el resultado de sumar los parciales de las cuatro comunas que forman la nueva comuna de Plaine-d'Argenson, cuyos datos se han cogido de 1800 a 1999, para las comunas de Belleville, Boisserolles, Prissé-la-Charrière y Saint-Étienne-la-Cigogne de la página francesa EHESS/Cassini. Los demás datos se han cogido de la página del INSEE.

## Composición
| Comuna delegada          | Código INSEE | Población (2014) | Superficie (km²) | Densidad (hab./km²) |
| ------------------------ | ------------ | ---------------- | ---------------- | ------------------- |
| Belleville               | 79033        | 131              | 11.53            | 11                  |
| Boisserolles             | 79039        | 56               | 8.69             | 6                   |
| Prissé-la-Charrière      | 79078        | 655              | 19.94            | 33                  |
| Saint-Étienne-la-Cigogne | 79247        | 152              | 4.82             | 32                  |